# سامانه‌های تولید انرژی خورشیدی
سامانه‌های خورشیدی در ساختمان
هرچه بیشتراز مقدارانرژی‌های مصرفی در ساختمان بکاهیم و به این وسیله به سمت توسعه پایدار بیش می‌رویم که با نیازهای نسل امروز منطبق بوده و تأمین نیازهای نسل فردا را به خطر نمی‌اندازد. با توجه به اینکه تأمین نیازهای گرمایشی و سرمایشی توسط انرژی‌های تجدید بذیر یکی از اهداف معماری بایدار است با حرکت به سمت طراحی ساختمان‌های خورشیدی گامی مهم در جهت توسعه بایدار برمی‌داریم و از وابستگی به سوخت‌های فسیلی فاصله می‌گیریم. استفاده از سامانه‌های ایستا از کارآمدترین روش‌هایی است که در طراحی ساختمان‌های خورشیدی به کار گرفته می‌شود، سامانه‌های ایستا وابسته به جریان طبیعی انرژی‌های‌تجدید پذیر می‌باشند که میان و اطراف بنا وجود دارند و بدون نیازبه انرژی فسیلی یا نیروی مکانیکی ایجاد آسایش می‌کند. این سامانه‌ها در جهت صرفه جویی در مصرف انرژی‌های تجدیدنابزیر موجود و تقلیل تأثیرات زیست‌محیطی آن‌ها مورد استفاده بوده و دارای عملکردی سرمایشی و گرمایشی هستند.

## انواع سامانه‌های خورشیدی
سامانه خورشیدی به دو دسته سامانه‌های پویا و ایستا تقسیم می‌گردند.
سامانه خورشیدی پویا به سامانه‌هایی گفته می‌شود که برای دریافت و انتقال انرژی در آنها از دیگر سامانه‌های انرژی چون سامانه‌های مکانیکی و الکتریکی استفاده می‌شود.
سامانه خورشیدی ایستا سامانه‌ای است که در آن برای دریافت و انتقال انرژی خورشیدی از سایرانرژی‌ها استفاده نمی‌شود و در واقع عناصر ساختمانی خود به عنوان المانهای دریافت و جذب و پخش انرژی عمل می‌نماید. در این سامانه جمع‌آوری نور و گرمای خورشید بدون دخالت هیچ تجهیزات یا ابزار متحرکی صورت می‌گیرد.

### سامانه‌های ایستا
سامانه‌های خورشیدی ایستا به ۶ دسته کلی تقشیم می‌شوند:
1. پنجره آفتابی: که در نمای جنوبی ساختمان قرار دارد و نور خورشید از طریق آن مستقیماً به فضای داخلی راه می‌یابد. در این سامانه فضای زندگی خود به عنوان دریافت‌کننده انرژی عمل می‌نماید.
2. دیوار ترومب: دیوار ترومب وظیفه جمع‌آوری و ذخیره گرما را به شیوه غیر مستقیم بر عهده دارد. انرژی خارج شده از خورشید به توده‌ای از مصالح که واسط بین فضای داخلی و منبع انرژی است برخورد کرده و جذب آن گشته سبس به فضاهای داخلی انتقال می‌یابد.
3. دیوار آبی: در دیوار آبی به جای مصالح تو بر ساختمانی به عنوان توده انباشت حرارت از مایعاتی چون آب استفاده می‌شود. سیستم دیوار آب وبنایی یکی است ولی دیوار آبی به طریق جابجایی ودیوار بنایی به طریق هدایت حرارت را منتقل می‌کند. سطح خارجی سیاه و مات بوده و حرارت جذب شده توسط آن باعث گرم شدن آن و گرمای آن هم سبب گرم شدن آب می‌گردد.
4. بام آبی: بام آبی شبیه به دیوارهای انباشت حرارتی است و از کیسه‌های بر از آبی تشکیل شده که روی کف بام قرار گرفته‌اند و مستقیماً در معرض نور خورشید قرار دارند و به جمع آوریف ذخیره و پخش گرما می‌بردازند. به‌طور کلی در بام آبی چهار المان اصلی سامانه ایستا در روی تجهیزات بام قرار دارند.
5. گلخانه: گلخانه یک فضای شیشه‌ای است که به‌طور مجزا عمل کرده و در دیواره جنوبی ساختمان با کشیدگی شرقی غربی قرار می‌گیرد. به‌طور کلی گلخانه در ایجاد فضای دلپذیر برای ساکنین و برای رشد گیاهان طراحی می‌گردد. همچنین باعث ایجاد حد فاصلی بین هوای بیرون با درون برای حفاظت بوسته خارجی ساختمان از اختلاف دما بسیار بالا در طول شبانه روز و همچنین ایجاد گرمای اضافی و انتقال ان به اتاقهای مجاور گلخانه مؤثر است.

شیشه‌های دوجداره یا پلاستیک شفاف جهت گلخانه مناسب هستند دیوار بین گلخانه و فضای اتاق باید با ظرفیت حرارتی بالا باشد.
1. ترموسیفون: این سامانه نیز به‌طور مجزا عمل جذب و دفع انرژی را انجام می‌دهد و در آن به جای فضای آفتاب گیر و مخزنی از مایع توده سنگی وجود دارد که جذب‌کننده و ذخیره‌کننده سامانه است و معمولاً در زیر فضای اصلی داخلی قرار دارد و توسط کانال‌هایی با سطح دریافت‌کننده و فضای داخلی ارتباط دارد.

### مزایای شیوه‌های غیرفعال خورشیدی
این شیوه باعث صرفه جویی زیاد در هزینه گرمایش خانه شده و به راحتی قابل تطبیق با ساختمان می‌باشد و جزئی از سفت کاری بنا محسوب می‌شود. این سیستم اجزاء مکانیکی و الکتریکی توأم با استهلاک را ندارد و دارای عمری دراز می‌باشد. از جمله عدم ایجاد صدا دود و عدم نیاز به لوله‌کشی از موارد آن است.

### سامانه‌های پویا
1. آب گرمکن خورشیدی
2. لوله‌های خلأ
3. پنل تخت

## محل قرارگیری ساختمان
آفتاب‌گیری مناسب منظره اطراف و سایت در محل قرارگیری بنا بسیار مؤثر است. بنا باید در زمستان قادر باشد نور خورشید را از ساعت ۹ صبح تا ۳ بعد از ظهر دریافت کند. این میزان طی ساعات فوق ۹۰ درصد از انرژی خورشیدی است ساختمان باید در شمال زمین بوده و از موانعی که باعث جلوگیری از آفتاب و تابش آن شده پرهیز شود.

## راه‌های جلوگیری از اتلاف حرارت در ساختمان
1. جهت استقرار ساختمان
2. حفاظت ورودی
3. پنجره‌ها و کنترل انرژی خورشیدی
4. جلوگیری از نفوذ هوا

## جلوگیری از نفوذ هوا
یکی از راه‌های اتلاف حرارت چه در ساختمان‌های قدیمی و چه در ساختمان‌های جدید مورد بحث است نفوذ هوای بیرون به داخل است که این عمل وقتی انجام می‌شود که هوای گرم بالا می‌رود و هوای سرد از راه درزها به ساختمان نفوذ می‌کند و مصرف سوخت در ساختمان را تا ۲۵ بالا می‌برد که وجود نورگیرها سقف‌های بلند و بازبودن دود کش شومینه‌ها و سرعت باد می‌تواند آن را تشدید کند.
برخی ازراه‌های جلوگیری از نفوذ هوا عبارتنداز:
- درزگیری درها و بنجره‌ها
- نصب فنر بر روی درها
- پرکردن منافذ و شکاف‌ها
- مسدود کردن نورگیرهای سقفی
- نصب هواکش با دریچه خودکار
- نصب دریچه یا درپوش بر دود کش
- بستن کانال‌های بشت بام
- کاشت گیاهان همیشه سبز و بلند در اطراف بنا بدون ایجاد سایه بر روی ساختمان

## عایق کاری حرارتی بوسته خارجی ساختمان
ساختمان همواره با محیط اطراف خود در حال تبادل دمایی است. در تابستان گرمای بیرون از طریق سقف دیوارها و بنجرها به داخل ساختمان نفوذ می‌کند و در زمستان هوای داخل ساختمان که با صرف هزینه و مصرف سوخت گرم شده‌است از طریق پنجره‌ها و سقف و کف به بیرون نفوذ می‌کند و فضای داخل سرد می‌شود.
عایق کاری حرارتی باعث می‌شود که تبادل گرمایی بین فضای کنترل شده داخل ساختمان و فضای بیرون به حداقل برسد. برای عایق‌کاری حرارتی پوسته خارجی ساختمان اعم از دیوارها سقفها و کف‌ها می‌توان از انواع عایقهای حرارتی مانند فوم یونولیت پشم سنگ و پشم شیشه استفاده کرد.
عوامل زیر باعث کمترین اتلاف حرارتی و بیشترین بهره‌وری از انرژی خورشید در طراحی معماری ساختمان می‌گردد:
1. مواد و مصالح تشکیل دهنده پوسته خارجی ساختمان بایستی بیشترین مقاومت حرارتی را داشته باشند. از آن جمله می‌توان بتن‌های سبک (بتن کفی بتن گازی بتن بدون ریزدانه) را نام برد.
2. بایستی نسبت سطح پوسته خارجی ساختمان به حجم مفید ونسبت سطح بام به سطح مفید ساختمان و نسبت سطح بازشوها در بوسته خارجی (در و پنجره) به سطح مفید ساختمان را کاهش داد.
3. می‌توان از سیستم‌های فعال خورشیدی در طراحی ساختمان استفاده نمود.
4. بایستی به کاهش نشت هوا از درزها و بازشوهای پوسته خارجی توجه کرد.
5. در تابستان کاشت درختان در سمت غرب و جنوب غرب عملاً در جهت کاهش ورود حرارت به ساختمان سودمند است.
6. درختان برگ ریز نیز وسایل خوبی هستند و می‌توان آن‌ها را در جنوب ساختمان کاشت زیرا در بهار و تابستان دارای برگ هستند و از میان تشعشع وردی ساختمان می‌کاهند و در زمستان نیز بدون برگ هستند و نمی‌توانند مانع رسیدن نور خورشید باشند.
7. سطوح منعکس‌کننده را باید در کفهای مشرف به پنجره‌های آفتابگیر ایوان و گلخانه متصل به فضاهای خالی طراحی گردند.
8. افزایش بهره‌وری از نور طبیعی و کاهش مصرف انرژی الکتریکی را در نظر داشت.
9. دیوارهایی با مصالح ساختمانی سنگین در نمای جنوب ساخته شوند.[۱]